# Parque Nacional do Boqueirão da Onça
O Parque Nacional do Boqueirão da Onça é um parque nacional brasileiro localizado na Bahia, nos municípios de Campo Formoso, Juazeiro, Umburana, Sobradinho e Sento Sé, às margens do rio São Francisco. A a região do parque guarda a maior população de onças-pintadas da Caatinga. Na região de Boqueirão da Onça também se localizam a maior concentração de sítios arqueológicos do Brasil, totalizando cerca de 3 000 pontos, com inscrições rupestres datadas de 16 000 anos. O Parque Nacional faz parte de um mosaico de unidades de conservação, que inclui uma Área de Proteção Ambiental (APA), onde se localiza a Toca da Boa Vista, a maior caverna do hemisfério sul.
Considerada como uma das áreas prioritárias para conservação da Caatinga, a região do Boqueirão da Onça corresponde a um dos maiores e mais conservados remanescentes do bioma, representando um importante abrigo e zona de reprodução para diversas espécies da fauna e flora da região. Constitui um importante refúgio para grandes mamíferos de topo de cadeia, como as onças parda (Puma concolor) e pintada (Panthera onca). A região também abriga uma enorme diversidade de aves, entre elas a criticamente ameaçada arara-azul-de-lear (Anodorhynchus leari); o beija-flor-de-gravata-vermelha (Augastes lumachella) que tem distribuição extremamente restrita; o pintassilgo-do-nordeste (Carduelis yarellii); a jacucaca (Penelope jacucaca); o arapaçu-do-nordeste (Xiphocolaptes falcirostris); o bico-virado-da-caatinga (Megaxenops parnaguae); o arapaçu-beija-flor (Campylorhamphus trochilirostris); e o João-xique-xique (Gyalophylax hellmayri), espécies endêmicas da região. Outras espécies que serão protegidas pelas UCs são o tatu-bola, porco-do-mato, queixada e tamanduá-bandeira. Com destacada beleza cênica e alto potencial para o ecoturismo, o Parque também protege um conjunto significativo de cavernas, entre elas a Toca da Boa Vista (a maior caverna brasileira em extensão, com 97,3 km) que se interliga com a Toca da Barriguda (com 33 quilômetros de extensão), formando o maior conjunto de cavernas do Hemisfério Sul. A região tem grande importância arqueológica, com diversos sítios rupestres estudados há décadas. As porções de maior altitude abrigam nascentes essenciais para a segurança hídrica da região e de toda a Bacia do São Francisco.